# Исрафилов, Эмран Джамалутдинович
Эмран Исрафилов (род. 19 августа 1998, Дагестанских Огнях, СССР) — российский боец смешанных боевых искусств, представитель легчайшей весовой категории. Выступает на профессиональном уровне начиная с 2016 года, известен по участию в турнирах бойцовских организаций GTC, BATTLE 3, ACA.

## Спортивная карьера

### Ранние годы
Эмран родился в Дагестанских Огнях, родом с табасаранского района с Куярик.

Ходил до 16 лет на вольную борьбу, после вольной борьбы перешёл на смешанные единоборства.

### Любительская карьера
- Чемпион кубка мира по ММА 2015 год
- Чемпион России по ММА 18-20 (союз ММА России) 2018 год
- Чемпион России среди студентов по ММА (союз ММА России) 2019 год
- Серебряный призёр кубка России по ММА (союз ММА России) 2018 год
- Мастер спорта по ММА
- Чемпион ЮФО по ММА (союз ММА России) 2018 год
- Чемпион международного турнира по боевому самбо 2019 год
- Чемпион Москвы по боевому самбо 2018 год
- Мастер спорта международного класса по боевому самбо
- Чемпион международного турнира WCSF памяти заслуженного тренера России Р. Р. Садыкова по профессиональному боевому самбо и выполнил норматив мастера спорта международного класса.

### Профессиональная карьера
Свой первый профессиональный бой Эмран провёл в MPF в 2016 году в рамках турнира Moscow Open, против Ражабали Сафарова.

Следующий бой в 2018 году в организации GTC с Фирдаусом Хамидовым, в котором Эмран одержал победу единогласным решением судьей.

Следующий бой в организации BATTLE 3 в Каспийске с Алиджаббаром Нуриевым Эмран победил удушающим приёмом первом раунде.

После этого боя получил предложение от организации ACA Young Eagles 11, и в Новороссийске сразился с крепким бойцом Максимом Дюпиным где одержал победу единогласным решением судьей.

После подписал контракт с ACA.

В 2020 году прошел бой против Ислама Мешева, бой был объявлен боем вечера, победу реюением судей одержал Ислам.